# 67e régiment d'infanterie territoriale
Le 67e régiment d'infanterie territorial est un régiment d'infanterie de l'armée de terre française qui a participé à la Première Guerre mondiale.

## Création et différentes dénominations
Le régiment reçoit son numéro par décret du 19 mars 1875, en prévision de la mobilisation.

## Historique des garnisons, combats et batailles du67eRIT
Dépôt: Parthenay (Deux-Sèvres)

### Première Guerre mondiale

#### Affectations
- 85e division d'infanterie territoriale d'août 1914 à juin 1915
- 55e division d'infanterie d'août à septembre 1918.

## Drapeau
Il porte, cousues en lettres d'or dans ses plis, les inscriptions suivantes :
- Champagne 1915
- Verdun 1916